# Куйбишевське водосховище
Куйбишевське водосховище (рос. Куйбышевское водохранилище) — найбільше на Волзі водосховище. Виникло в 1955 — 1957 рр.. після завершення будівництва дамби Жигульовської ГЕС, що перегородило долину Волги в Жигулях біля міста Ставрополь (нині Тольятті). Є третім найбільшим у світі водосховищем.
Довжина водосховища понад 500 км, найбільша ширина в гирлі Ками — 35 км, площа водного дзеркала — 6,5 тис. км² (серед річкових — перше місце у світі), повний об'єм води — 58 км³, з них 34 км³ — корисний. Підпір рівня води у греблі 29 м, він розповсюджується Волгою до міста Новочебоксарськ, річкою Камою — до міста Набережні Човни. Великі затоки водосховище утворює в долинах Ками, Свіяги, Казанки та інших річок.
Основне призначення водосховища — вироблення електроенергії, поліпшення судноплавства, водопостачання, іригація. Крім того, використовується для рибальства.
Водосховище сильно змінило режим стоку Волги як вище, так і нижче греблі: сток в повінь суттєво зменшився, а в межень — зріс. Коливання рівнів води зараз у міста Казані становить 5-6 м, у той час як до створення водосховища вони досягає 10-11 м. Після створення водосховище стало на 3-5 днів раніше замерзати і пізніше скресати. Істотно змінився мікроклімат у зоні 3-6 км біля водосховища, перебудувалися процеси на дні і в береговій смузі, почалися абразія і розмив берегів, активізувалися зсуви. Дуже змінилися умови зростання прибережної і водної рослинності, проживання птахів і риб.

## Галерея

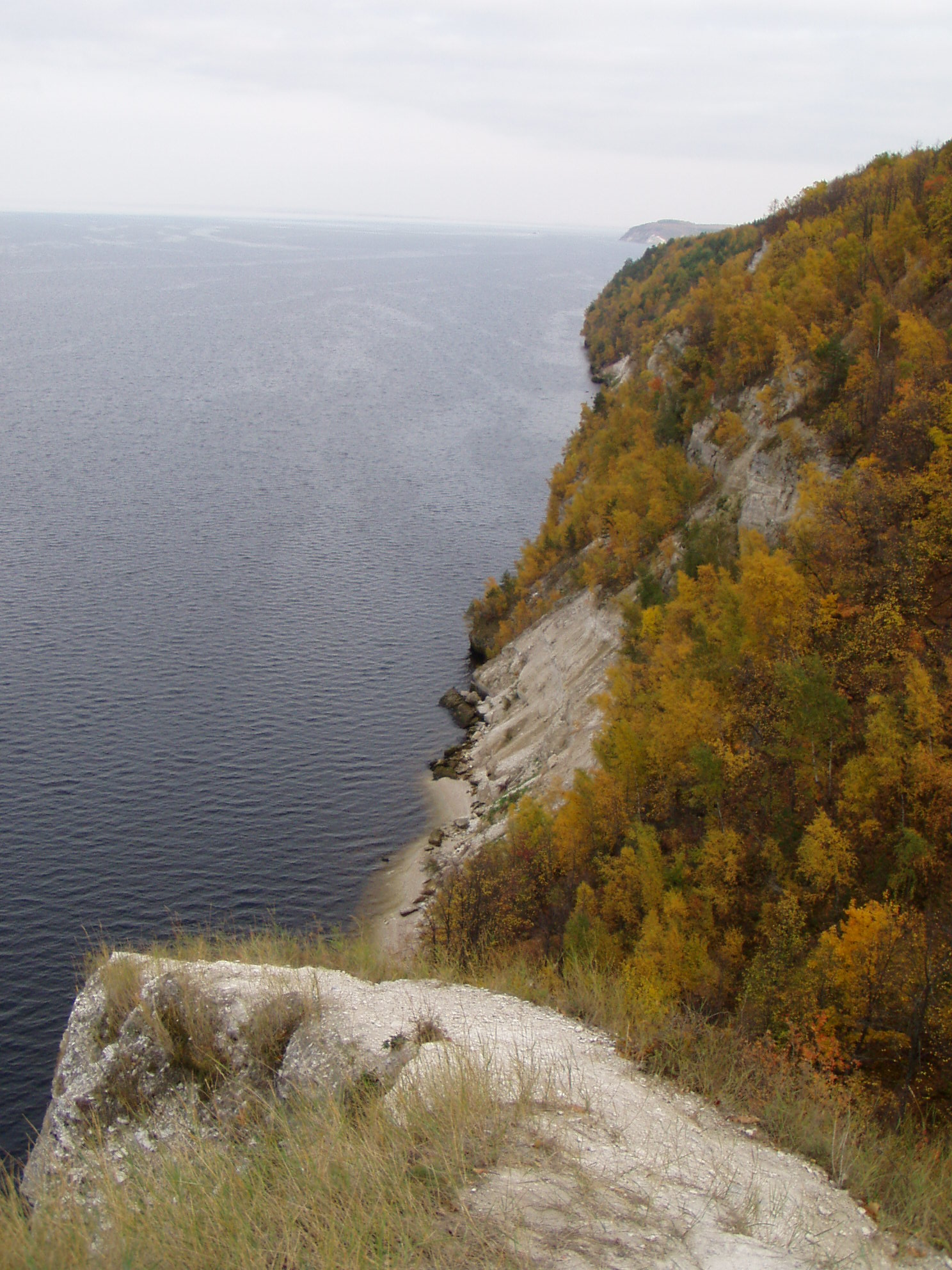
Гори на правому березі водосховища
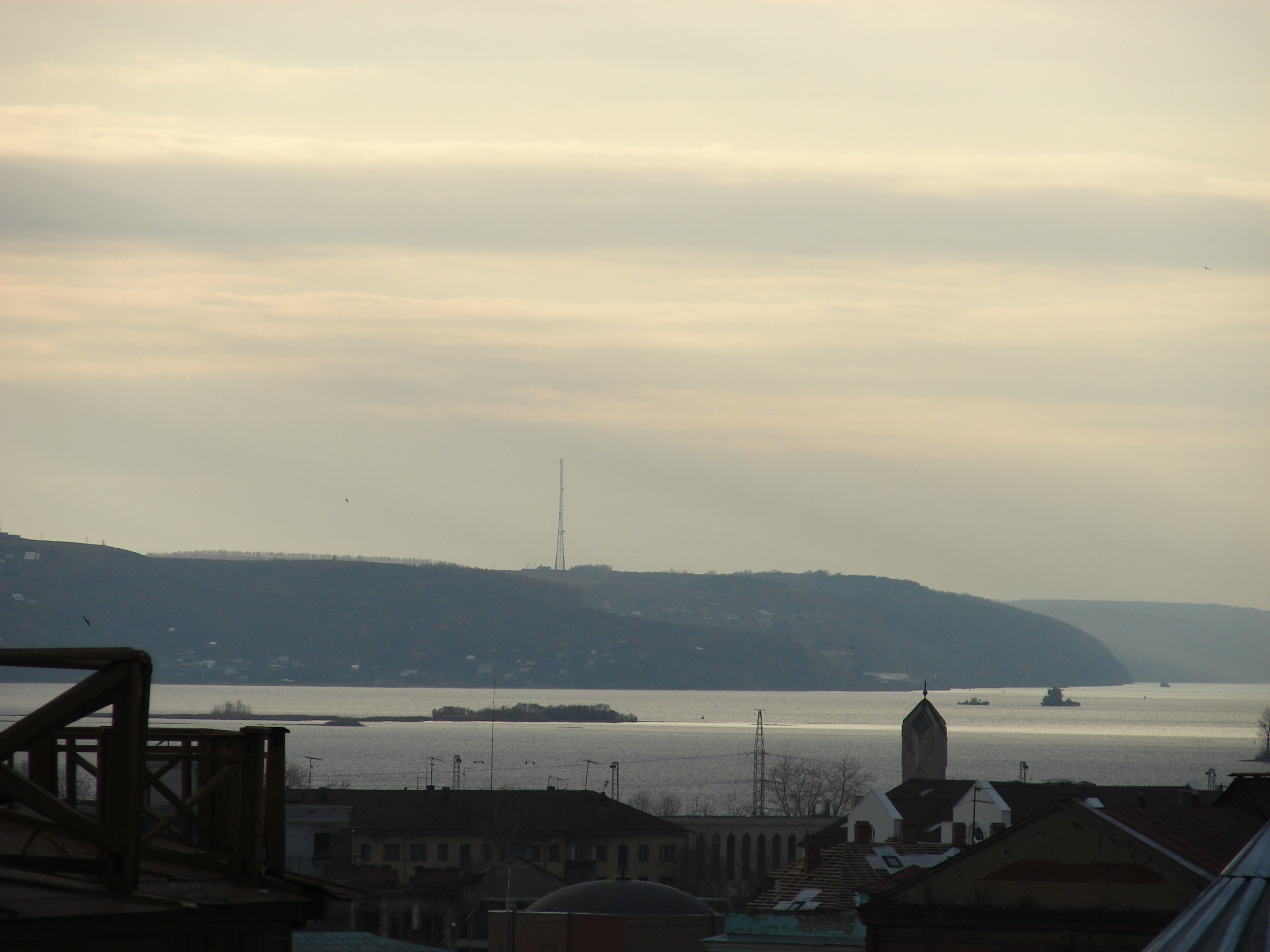
Куйбишевське водосховище в районі Казані
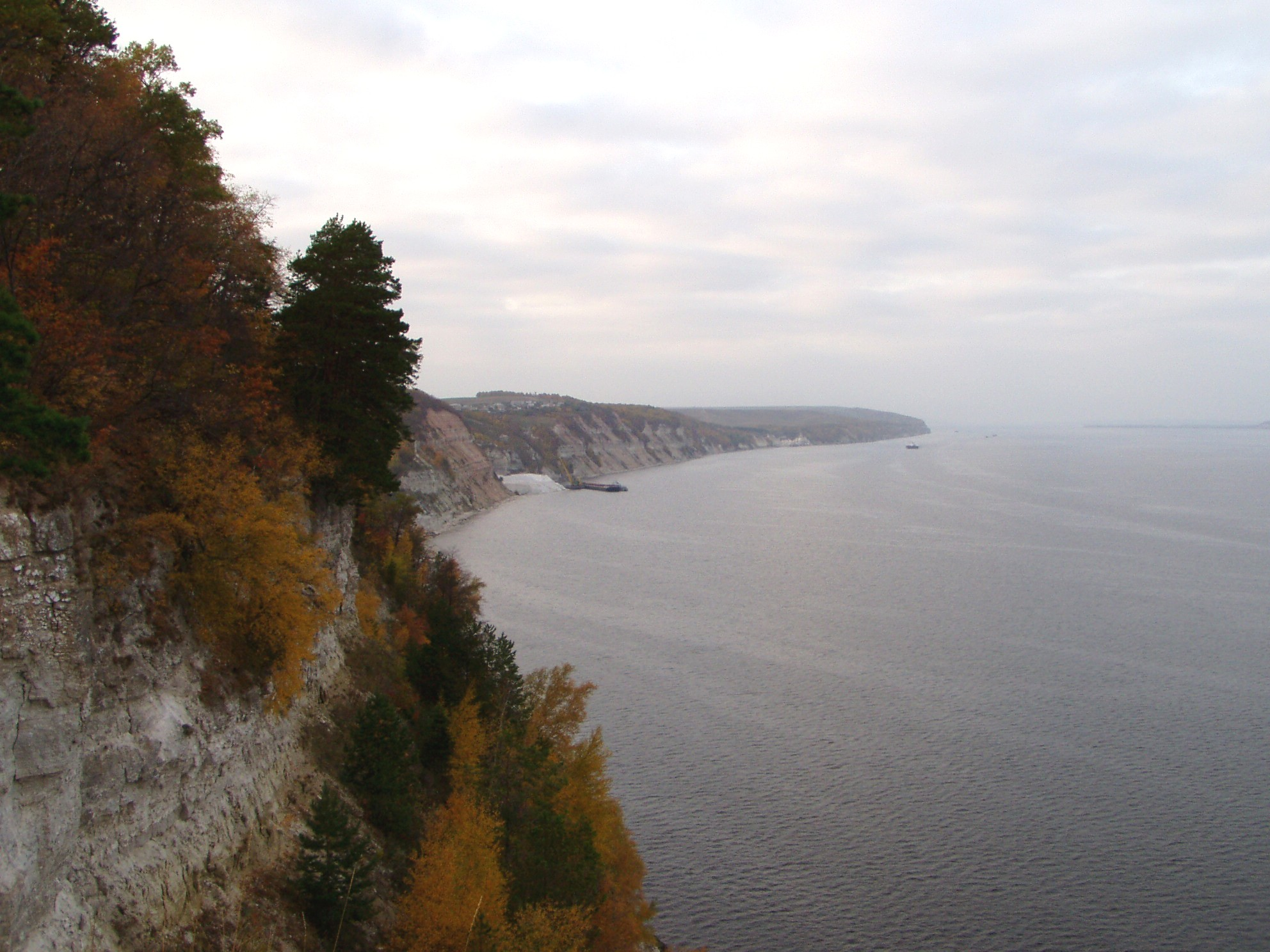
Скелі біля гирла Ками